# Elaeagnus lanpingensis
Elaeagnus lanpingensis är en havtornsväxtart som beskrevs av C. Yung Chang. Elaeagnus lanpingensis ingår i släktet silverbuskar, och familjen havtornsväxter. Inga underarter finns listade i Catalogue of Life.